# Stenoporpia regula
Stenoporpia regula là một loài bướm đêm trong họ Geometridae.